# Associação de Atletismo da América do Norte, Central e Caribe
Associação de Atletismo da América do Norte, Central e Caribe (em inglês North American, Central American and Caribbean Athletic Association), mais conhecida pelo acrônimo NACAC, é a entidade que organiza o atletismo na América do Norte, Central e Caribe. A NACAC é uma das seis associações da IAAF, sendo fundada em 10 de dezembro de 1988 em San Juan, Porto Rico. 

## Presidentes
Amadeo Francis de Porto Rico foi eleito primeiro presidente da associação, sendo reeleito em 1999 e 2003.  Em 2007 Neville McCook da Jamaica foi eleito como novo presidente,  sendo reeleito em 2011.  Depois de sua morte em 11 de fevereiro de 2013, Alain Jean-Pierre do Haití, tesoureiro da NACAC e presidente da Confederação Atlética da América Central e do Caribe (CACAC), atuou como presidente interino. Em 7 de agosto de 2013, Víctor López de Porto Rico, presidente da Associação de Atletismo Pan-americano (APA) foi eleito novo presidente para o período 2013-2015. 
| Presidente        | Nacionalidade | Periodo         |
| ----------------- | ------------- | --------------- |
| Amadeo Francis    | Porto Rico    | 1988–2007       |
| Neville McCook    | Jamaica       | 2007–2013       |
| Alain Jean-Pierre | Haiti         | 2013 (interino) |
| Víctor López      | Porto Rico    | 2013-presente   |

## Federações afiliadas
| País                     | Federação                                                              |
| ------------------------ | ---------------------------------------------------------------------- |
| Anguila                  | Anguilla Amateur Athletic Federation                                   |
| Antígua e Barbuda        | Athletic Association of Antigua & Barbuda                              |
| Aruba                    | Aruba Athletic Federation                                              |
| Bahamas                  | Bahamas Association of Athletic Associations                           |
| Barbados                 | Athletics Association of Barbados                                      |
| Belize                   | Belize Amateur Athletic Association                                    |
| Bermudas                 | Bermuda National Athletics Association                                 |
| Ilhas Virgens Britânicas | British Virgin Islands Athletics Association                           |
| Canadá                   | Athletics Canada                                                       |
| Ilhas Caimã              | Cayman Islands Athletic Association                                    |
| Costa Rica               | Costa Rican Athletics Federation                                       |
| Cuba                     | Cuban Athletics Federation                                             |
| Dominica                 | Dominica Amateur Athletic Association                                  |
| República Dominicana     | Athletics Federation of the Dominican Republic                         |
| Granada                  | Grenada Athletic Association                                           |
| Guatemala                | Guatemalan Athletics Federation                                        |
| Haiti                    | Haitian Amateur Athletic Federation                                    |
| Honduras                 | Federación Nacional Hondureña de Atletismo                             |
| Jamaica                  | Jamaica Athletics Administrative Association                           |
| México                   | Federation of Mexican Athletics Associations                           |
| Monserrate               | Montserrat Amateur Athletic Association                                |
| Nicarágua                | Nicaraguan Athletics Federation                                        |
| Porto Rico               | Puerto Rican Athletics Federation                                      |
| São Cristóvão e Neves    | Saint Kitts & Nevis Amateur Athletic Association                       |
| Santa Lúcia              | Saint Lucia Athletics Association                                      |
| São Vicente e Granadinas | Team Athletics Saint Vincent & The Grenadines                          |
| El Salvador              | Salvadorian Athletics Federation                                       |
| Trinidad e Tobago        | National Association of Athletics Administrations of Trinidad & Tobago |
| Turcas e Caicos          | Turks & Caicos Islands Amateur Athletic Association                    |
| Estados Unidos           | USA Track & Field                                                      |
| Ilhas Virgens Americanas | Virgin Islands Track & Field Federation                                |

## Competições
- Campeonato da NACAC de Atletismo
- Campeonato da NACAC de Atletismo Sub-23
- Campeonato da NACAC de Atletismo Sub-20
- Campeonato da NACAC de Atletismo Sub-18
- Campeonato da NACAC de Marcha Atlética
- Campeonato da NACAC de Corta-Mato
- Campeonato da NACAC de Corrida de Montanha